# Enrico Fiore

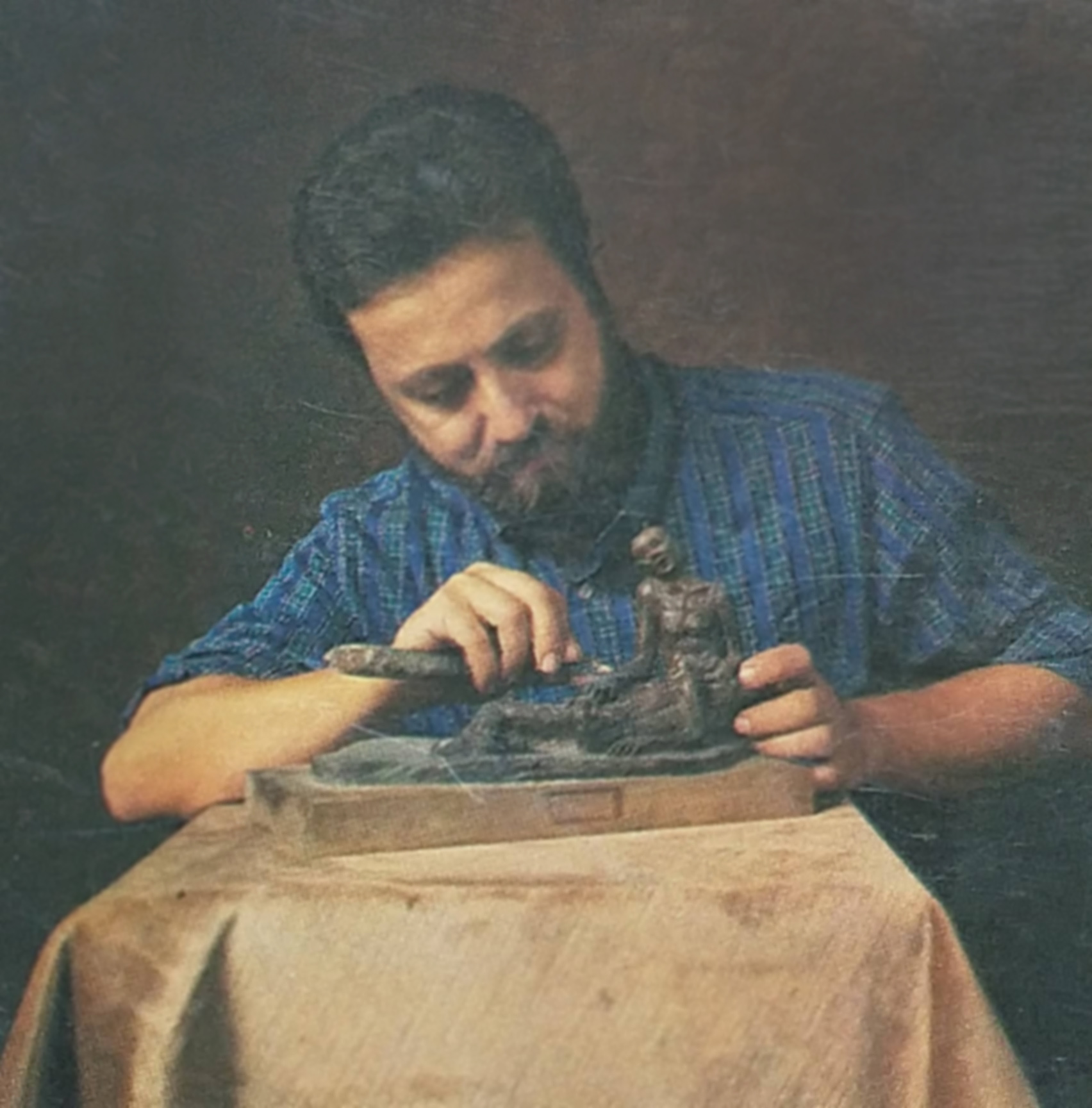
Enrico Fiore

Enrico Fiore (Napoli, 22 maggio 1948 – Cittadella, 20 dicembre 2013) è stato un orafo, scultore e pittore italiano.

## Biografia
Inizia a lavorare da giovane presso la gioielleria napoletana Ventrella, dove diventa allievo dello scultore-orafo Giuseppe Di Pietro, il quale gli trasmette l'arte di scultore e cesellatore, compiendo l'iter dell'apprendimento manuale e tecnico nella tradizione orafa napoletana.
Contemporaneamente all'attività orafa, studia presso l’Accademia di Belle Arti di Napoli dove consegue il titolo di scenografo. I suoi maestri in quegli anni sono lo scultore Lello Iandolo, il pittore Armando De Stefano e lo scenografo Tony Stefanucci.  
Negli anni successivi, comincia l'insegnamento presso l'Istituto d’Arte di Torre del Greco, nella sezione di progettazione e design. 
Nel 1982 gli viene assegnato il premio "Diamonds International Awards", sponsorizzato da De Beers, alto riconoscimento nel campo del design del gioiello.
Ha partecipato inoltre a numerose mostre collettive e personali, nazionali e internazionali come pittore e scultore, ricevendo diversi incarichi di pubblica committenza.

## Attività artistica
La sua attività artistica si svolge nell'arte orafa, nell'arte plastica e pittorica.

Per quel che riguarda la sua attività orafa, secondo il Dizionario del gioiello italiano del XIX e del XX secolo: 
"Nelle sue creazioni orafe persegue la sua attitudine spiccata verso l'arte del cesello in figurazioni di naturalismo immediato, ma con una chiara componente astratta che si muove tra astrazione geometrica e astrattismo lirico."
Alcune sue opere scultoree e pittoriche invece fanno parte di collezioni pubbliche e private, fra cui un Cristo in Croce ospitato nella Chiesa del Gesù Nuovo di Napoli.

## Mostre
Presente in mostre personali e collettive sin dal 1974, tra cui si ricordano:
1980
- “Galleria 14”, Firenze, personale di pittura.

1990
- Mostra “Magia del corallo”, Pordenone.

1993
- Mostra “La collana oggi e nella storia”, Milano.

1994
- Mostra Artigianato Internazionale, Fortezza dal Basso, Firenze.

1995
- Mostra personale presso la Torre Capitolare di Portovenere (SP).

2002
- Mostra di scultura, villa Campolieto, Ercolano (NA).
- Mostra “Pietre, metalli, terre” presso le carceri di Castel dell’Ovo, Napoli.
- Mostra personale, presso la “Fondazione La Colombaia di Luchino Visconti” Forio d’Ischia (NA).

2003
- Mostra personale per il Maggio dei monumenti “Il mare tra le terre del fuoco”, Basilica reale pontificia di San Francesco di Paola, Napoli.

2004
- Mostra per il Maggio dei monumenti, “Napoli e dintorni, l’incanto dei sensi, nelle luci nei colori, e nelle forme di Enrico Fiore”, sale terrazze di Castel dell’ovo, Napoli.
- Esposizione alla Fiera di Vicenza 2004.
- Mostra “Goldsmith”, presso la sede della Regione Campania, Manhattan, New York.

- Mostra “Gioielli artisti contemporanei”, presso l’Antico Borgo Orefici, Napoli.
- Mostra, “I.J.T gioielli di artisti campani”, presso il Tokyo Big sight, Tokyo.

2005
- Mostra “Made in borgo, design and crafts of neapolitan jewellery”, presso la sede della Regione Campania, New York.
- Mostra di pittura, Museo Archeologico, Grosseto.
- Mostra “Gioiello e moda forme e firme della creatività italiana”, Sala dell’armeria Castel Nuovo, Napoli.
- Mostra “Made in borgo, design and crafts of neapolitan jewellery” Bonsecours Market, Montreal, Quebec.
- Mostra “Gioiello e moda italiana”, presso la sede della Regione Campania, palazzo Kiton, New York.
- Mostra “Il Vesuvio è un gioiello” I.J.A. Jacob K. Javits Convention Center, New York.
- Mostra dei maestri: Barisani, Fiore, Ferrigno, Iuliano, Gazzella, Pirozzi, presso il centro d’arte contemporastudio Napoli.

2006
- Mostra per il Maggio dei monumenti, “Enrico Fiore e i solisti del San Carlo”, palazzo Venezia, Napoli.

2008
- Mostra “L’incanto di Capri nei colori e nelle forme di Enrico Fiore" Centro Caprense Ignazio Cerio, Capri (NA)